# Fédération de Brunei de football
La Fédération de Brunei de football (en malais : Persatuan Bolasepak Negara Brunei Darussalam) est une association regroupant les clubs de football de Brunei et organisant les compétitions nationales et les matchs internationaux de la sélection de Brunei.
La fédération nationale de Brunei est fondée le 15 mars 1956. Elle est affiliée à la FIFA depuis 1969 et est membre de l'AFC depuis 1970.